# Camarade
Camarade (okzitanisch Camarada) ist eine französische Gemeinde mit 209 Einwohnern (Stand 1. Januar 2022) im Département Ariège in der Region Okzitanien; sie gehört seit 2017 zum Arrondissement Saint-Girons (zuvor Pamiers) und zum Kanton Arize-Lèze.

## Lage
Camarade liegt im Norden des Départements Ariège. Nächstgelegene Stadt ist das etwa 27 Kilometer (Luftlinie) östlich gelegene Pamiers; die Großstadt Toulouse ist knapp 70 Kilometer in nördlicher Richtung entfernt. Die Gemeinde ist Teil des Massif du Plantaurel und liegt innerhalb des Regionalen Naturparks Pyrénées Ariégeoises.
Die Gemeinde besteht aus einigen Weilern (hameaux) wie Lavielle (wo sich die katholische Dorfkirche befindet) oder Lézères (wo sich die protestantische Dorfkirche befindet) und zahlreichen Einzelgehöften. Das Gemeindegebiet liegt teilweise in einer vom Bach Ruisseau de Camarade durchquerten Ebene und hat andererseits gebirgigen Charakter mit bewaldeten Hängen. Höchstgelegener Punkt der Gemeinde ist der Berg Montagne de Cabanêres. Nebst dem Haupttal des Ruisseau de Camarade gibt es noch mehrere von Bächen durchflossene Seitentäler.

## Geschichte
Wie der Dolmen von Commenge/Couminge belegt, ist die Gemeinde bereits seit der Frühzeit besiedelt worden. In der Histoire Générale du Languedoc ist die Gemeinde im Jahr 1002  erstmals namentlich erwähnt. Sie gehörte zur Grafschaft Foix und wurde im 13. Jahrhundert Sitz einer Kastlanei (châtellenie), der zahlreiche Orte der Gegend unterstanden. Erste Protestanten wurden im Jahr 1544 erwähnt. In den Religionskriegen wurde die Gemeinde 1574 von königlichen Truppen unter dem Kommando von Jean de Lavallette erobert und völlig verwüstet. 1597 waren nur noch 3 bis 4 Häuser bewohnt. Bei Feldzügen königlicher Truppen in den 1620er-Jahren wurden Schloss und Befestigungen zerstört. Die Rekatholisierung war nur teilweise erfolgreich. Noch 1732 wurde ein im Untergrund wirkender reformierter Pastor namens François Rochette aufgespürt und verurteilt. Die Gemeinde gehörte von 1793 bis 1801 zum District Mirepoix-Pamiers. Zudem war sie von 1793 bis 2015 Teil des Kantons Le Mas d’Azil (1793–1801) unter dem Namen Kanton Mas d’Azis. Am 17. November 1943 kam es in Ponce zu einem Gefecht zwischen Truppen der Wehrmacht und Widerstandskämpfern. Mehrere Personen verloren ihr Leben. Im Jahr 2005 versammelte sich eine regionale Synode der Reformierten Kirche im protestantischen Gotteshaus von Lézères.  

## Bevölkerungsentwicklung
| Jahr                       | 1962 | 1968 | 1975 | 1982 | 1990 | 1999 | 2006 | 2012 | 2019 |
| Einwohner                  | 249  | 226  | 195  | 178  | 158  | 157  | 146  | 184  | 194  |
| Quellen: Cassini und INSEE |      |      |      |      |      |      |      |      |      |

Im 19. Jahrhundert zählte der Ort zeitweise über 1300 Einwohner. Die zunehmende Mechanisierung der Landwirtschaft führte zu einem kontinuierlichen Absinken der Einwohnerzahlen bis auf die Tiefstände in den 1990er Jahren.

## Sehenswürdigkeiten
- Dolmen von Couminge
- Kirche Saint-Jean-Baptiste aus dem 19. Jahrhundert
- Reformierte Kirche in Lézères aus dem 19. Jahrhundert
- großer Kastanienbaum in Lafitte mit einem Durchmesser von sieben Metern